# Прудки (Медынский район)
Прудки — деревня в Медынском районе Калужской области Российской Федерации. Входит в сельское поселение «Село Кременское». В деревне — недействующая  с 1945 года каменная церковь Печерской Богоматери. Прудки — родовое имение известного русского архитектора Николая Владимировича Султанова.
Прудок — имя-прозвище мельника на водяной мельнице, также Прудок(Прудкий) — прозвище быстрого, ловкого и подвижного человека

## География
Рядом — река Лужа, деревни Тихоновка, Подсосенки, Громыкино и Воскресенки.

## История
В древности близ села располагался разорённый в Смуту монастырь.
В 1700-м году стольник Петр Иванович Аксаков владел 2 дворам в селе Прудках.
В 1782-м году обозначено как пустошь Прудкова, на правом берегу Лужи, Алексея Фёдоровича Лопатина.
В начале XIX века по заказу и на средства Анны Лопатиной в селе Прудки строится Печерская церковь (рядом с храмом — надгробие майора Алексея Ивановича Лопатина, 1793(5?)-1844). Вероятный архитектор — Иван Денисович Ясныгин. Строительство Печерской церкви закончено в 1860 году.
Усадьба Прудки основана в начале XIX века помещицей Анны М. Лопатиной, далее принадлежала её наследникам, с конца столетия и, возможно, до 1917 года — дворянке А. С. Ступицыной.
Сохранился липовый парк около церкви, на кладбище — многочисленные старые надгробия.
Главный дом усадьбы разобран в 1980-х годах.